# Smarklice
Smarklice – wieś w Polsce położona w województwie podlaskim, w powiecie siemiatyckim, w gminie Drohiczyn.
W latach 1975–1998 miejscowość administracyjnie należała do województwa białostockiego.
W czasie okupacji niemieckiej mieszkająca we wsi rodzina Żerów udzieliła pomocy Benjaminowi Blusztejnowi (Bashan) i Hindzie Sroszko. W 1988 roku Instytut Jad Waszem podjął decyzję o przyznaniu Janinie, Józefowi, Edwardowi i Franciszce Żero tytułu Sprawiedliwych wśród Narodów Świata.
W Smarklicach urodził się w 1921 roku mjr Zbigniew Kryński ps. Rekin.
Wierni kościoła rzymskokatolickiego należą do parafii Narodzenia Najświętszej Maryi Panny w Ostrożanach.